# 諸葛亮 (亞洲電視劇集)
《諸葛亮》（英語：The Legendary Prime Minister - Zhuge Liang），是香港亞洲電視1985年製作的電視劇，描述了三國蜀漢丞相諸葛亮的傳奇故事。本劇主演為鄭少秋、米雪、何家勁及罗乐林。

## 演员表
- 诸葛亮——郑少秋 饰演
- 小乔——米雪 饰演
- 黄瑛——叶玉萍 饰演
- 刘备——熊德诚 饰演
- 关羽——郑雷 饰演
- 张飞——蔡国庆 饰演
- 赵云——汤镇宗 饰演
- 曹操——王伟 饰演
- 曹丕——唐品昌 饰演
- 司马懿——金童 饰演
- 孙策——炜烈 饰演
- 孙权——吴仕德 饰演
- 周瑜——罗乐林 饰演
- 大乔——陈彩燕 饰演
- 刘表——司马华龙 饰演
- 刘琦——何家劲 饰演
- 刘琮——杨仲恩 饰演
- 诸葛玄——凌文海 饰演
- 诸葛瑾——关子标 饰演
- 黄承彦——鲍汉琳 饰演
- 庞德公——曹达华 饰演
- 鲁肃——李亨 饰演
- 吕蒙——甘山 饰演
- 陆逊——关伟伦 饰演
- 魏延——汤锦棠 饰演
- 张辽——郑恕峰 饰演
- 程昱——陈亮 饰演
- 张宝——良鸣 饰演
- 孟获——罗石青 饰演
- 庞统——曾伟权 饰演
- 廖化——张天伟 饰演
- 周仓——凌腓力 饰演
- 姜维——杨得时；李嘉豪 饰演
- 华佗——敖龙 饰演
- 樊轲（华佗的徒弟）——尹天照 饰演
- 蔡瑁——伍永森 饰演
- 蔡夫人——谭少美 饰演
- 石广元——吴廷烨 饰演
- 乔国老——许英秀 饰演
- 甘夫人——陈美颐 饰演
- 糜夫人——刘素芳 饰演
- 关羽夫人——关嘉丽 饰演
- 张飞夫人——游佩玲 饰演
- 汉献帝——谭德成 饰演
- 董贵妃——邓碧玉 饰演
- 本靜大師——丁遠健 饰演
- 玄机道人——吴回 饰演
- 玄空——葛振基 饰演
- 玄智——薛崇基 饰演
- 百毒神魔——江图 饰演
- 东洞主——范永华 饰演
- 南洞主——陈来有 饰演
- 西洞主——姜伟光 饰演
- 北洞主——曾赞安 饰演
- 南蛮姑娘——方国珊 饰演
- 李典伟——吳彩南 饰演
- 李芷兰——区凯玲 饰演
- 吉慶——李顯明 飾演
- ——曾健明 饰演
- 了悟——駱達華 饰演
- 鄭富——鄧德光 饰演

## 與史實之差異
本劇不少劇情均於史實頗有偏差：
- 本劇不少文官均武功高強，如趙雲和張飛二人聯手，只能和諸葛亮打成平手；龐統作為諸葛亮師兄武功亦和諸葛亮武功不相伯仲；司馬懿初登場時亦能在拳腳功夫中打贏張遼。在赤壁戰後龐統單人匹馬伏擊逃走的曹操等人，被司馬懿阻擋。小喬亦是武功高強之人。
- 劇初劉備在荊州作客時關羽仍在曹軍中效力。
- 小喬在劇中鍾情於諸葛亮，因周瑜企圖加害諸葛亮而離開周瑜。
- 劇中張寶並未死去，為小喬作七星陣法，在武功衰弱時被周瑜等人殺死。
- 劇中魯肅年紀頗大，但按照史實，魯肅僅比周瑜年長三歲。
- 劇中周瑜因小喬離去，思念小喬而得病，更因帶病征討諸葛亮而令病情加重，無論是三國史還是三國演義，都沒有相關記載。
- 劇中孫權對周瑜手握重兵頗為猜忌，在周瑜帶病征討諸葛亮前更迫逼周瑜立下軍令狀，周瑜戰敗後更收回都督之職，並任命魯肅為新任都督。歷史上孫權對周瑜甚為器重。
- 劇中姜維自小已跟隨諸葛亮，與史實不符。
- 劇中諸葛瑾極具野心，並與孟獲結盟，企圖取代孫權成為東吳之主，性格和史實不符；劇中諸葛瑾曾將衣帶詔洩露予曹操，令其叔諸葛玄被殺，諸葛亮更因此大義滅親，斬其左手，但此事發生時諸葛玄已死，不可能參予。
- 劇中孟獲與小喬為義兄妹關係，孟獲本為中原人，因機緣巧合下成為南蠻之主；小喬離開周瑜後曾作客南蠻，並被孟獲封為南蠻公主。
- 劇中諸葛亮向劉備引薦龐統後便隱居，而史實諸葛亮出仕後便從未隱居。
- 劇中劉備、龐統率兵攻打巴蜀，劉璋為求自保，不惜向孟獲借兵，並承諾讓出巴蜀八郡之地。
- 劇中關羽、趙雲亦有攻打巴蜀，但史載關羽鎮守荊州，沒有參予攻打巴蜀，而趙雲（及諸葛亮）在龐統死後才從荊州出兵。
- 劇中孟獲退兵，龐統追擊時中孟獲埋伏，被孟獲弓箭隊亂箭射死；史載劉備進攻雒縣時，龐統率軍攻城時，被守軍的流矢所射中而亡，而三國演義則說龐統騎劉備的馬，被張任誤當劉備而射死。
- 劇中蔡瑁中諸葛亮計，在赤壁戰後被誘出荊州，導致荊州空虛而被劉備偷襲佔領，曹操大怒後被其誅殺。
- 劇中黃瑛因難產而死。
- 劇中司馬懿暗中謀害殺害曹操，最終憑藉武功將曹操打敗，并當場將曹操殺死。而史實曹操為病逝，司馬懿也無計劃和能力殺害曹操。

## 軼事
- 黎耀祥在《巾幗梟雄》中演柴九，其中有一金句：「人生有幾多個十年？最緊要痛快！」，但早在本劇中諸葛亮以十年壽命的代價借東風時，曾和龐統有類似對話。